# Luigendorf (Guteneck)
Luigendorf ist ein Ortsteil der Gemeinde Guteneck im Landkreis Schwandorf in Bayern.

## Geographie
Der Weiler liegt in der Gemarkung Unteraich rund zwei Kilometer südwestlich des Kernortes Guteneck im mittleren Oberpfälzer Wald.